# Maurice Yvain
Maurice Yvain (* 12. Februar 1891 in Paris; † 27. Juli 1965 in Suresnes) war ein französischer Komponist.

## Biografie
Maurice Yvain wurde 1891 in eine Musikerfamilie hineingeboren. Ab 1903 studierte er am Conservatoire de Paris. Seine Lehrer waren dort Louis Diémer und Xavier Leroux. Er spielte ausgezeichnet Klavier und verdiente sich seinen Lebensunterhalt zunächst als Pianist mit Konzerten in Monte Carlo und im Pariser Cabaret Quat’z Arts.
Nach dem Militärdienst während des Ersten Weltkrieges, komponierte er zahlreiche Chansons, unter anderem für Maurice Chevalier. Eines seiner bekanntesten Chansons ist Mon homme, das von der gefeierten Mistinguett im Casino de Paris zum Evergreen wurde, und später auch von Barbra Streisand in dem Film Funny Girl von neuem zum Hit avancierte (My Man).
Erst in den dreißiger Jahren begann er für das Musiktheater zu komponieren und schuf frivole Comédies musicales, als deren typischer Vertreter er gilt. Sein Meisterstück ist die operette-legére Ta Bouche, die mit einer sparsamen Ausstattung den antiquierten Stil der Operetten Edmond Audrans und Robert Planquettes ablöste. Seine Stücke zeichnen sich durch rhythmische Prägnanz, gelenkige Satzkunst und szenische Phantasie aus. Später komponierte er auch große Ausstattungsoperetten, die auf sentimentaleren Libretti basierten, wie Chanson gitan, aufgrund der musikalischen Qualität zwar ein Hauptwerk Yvains, dem jedoch ein nachhaltiger Erfolg versagt blieb.
In den dreißiger und vierziger Jahren komponierte er auch die Musik für zahlreiche Filme prominenter Regisseure wie Anatole Litvak, Julien Duvivier oder Henri-Georges Clouzot.
Yvain starb 1965 in Suresnes bei Paris.

## Werke (Auswahl)

### Chansons
Interpretiert durch Mistinguett
- En douce (1920)
- Mon homme (1920)
- La Java (1922)
- J’en ai marre (1922)
- La Belote (1925)

Interpretiert durch Maurice Chevalier
- Dites-moi ma mère, dites-moi (1927)

### Operetten
- Ta bouche (1922)
- Là-Haut (1923) mit Maurice Chevalier in der Hauptrolle
- Gosse de riche (1924)
- Pas sur la bouche (1925)
- Bouche à bouche (1925)
- Un bon garçon (1926)
- Encore cinquante centimes (1931) zusammen mit Christiné
- La Belle histoire (1934)
- Au soleil du Mexique (1935)
- Chanson gitane (1946)

### Filmmusik
- 1931: Paris Béguin
- 1932: La belle marinière
- 1932: Cœur de lilas
- 1936: Zünftige Bande (La Belle Équipe)
- 1942: Die falsche Geliebte (La Fausse Maîtresse)
- 1942: Der Mörder wohnt Nr. 21 (L’assassin habite au 21)
- 1946: Miroir
- 1950: Zwei Mädels aus Paris (Les deux gamines)
- 1952: Pläsier (Le Plaisir)

## Autobiografie
- Ma belle opérette [mémoires]. Paris, La Table Ronde 1962